# أنغير مارس بيركنز
أنغيّر مارس بيركنز (بالإنجليزية: Angier March Perkins)‏ هو مهندس ومخترِع أمريكي، ولد في 21 أغسطس 1799 في نيوبوريبورت في الولايات المتحدة، وتوفي في 22 أبريل 1881.